# Elisabeth Sladen
Elisabeth Clara Heath-Sladen, född 1 februari 1946 i Liverpool, död 19 april 2011 i London, var en brittisk skådespelerska. Hon är bland annat känd för sin roll som Sarah Jane Smith i tv-serien Doctor Who och i spinoffen The Sarah Jane Adventures.
Hon var den enda barnet till Tom Sladen, veteran från första världskriget. Hon var gift med skådespelaren Brian Miller från 1968 fram till sin död 2011. Tillsammans fick de 1985 dottern Sadie Miller, även hon skådespelare.
Hon utvecklade tidigt intresse inom teater; hon tog danslektioner när hon var fem år och dansade även i en produktion med Royal Ballet. Hon gick sedan i skolan Aigburth för flickor.

## Film
- Ferry Cross the Mersey
- Silver Dream Racer

## TV
- ITV Playhouse
- Coronation Street
- Z-Cars
- Doomwatch
- Public Eye
- Some Mothers Do 'Ave 'Em
- Special Branch
- Doctor Who
- Stepping Stones
- Send in the Girls
- Take My Wife
- Betzi
- In Loving Memory
- Play for Today
- K-9 and Company
- Gulliver in Lilliput
- Doctor Who: The Five Doctors
- Dempsey and Makepeace
- Alice in Wonderland
- The Bill
- Doctor Who: Dimensions in Time
- Men of the World
- Downtime
- Läkarna på landet
- Faith in the Future
- The Sarah Jane Adventures
- Sarah Jane's Alien Files